# Www.strach
www.strach (ang. FeardotCom) – amerykańsko-brytyjsko-niemiecko-luksemburski film fabularny (horror) z 2002 roku w reżyserii Williamia Malone’a.

## Opis fabuły
Akcja filmu ma miejsce w Nowym Jorku.

Miastem wstrząsa tajemnicza seria makabrycznych zbrodni. Do akcji wkraczają detektyw Mike Reilly (Stephen Dorff) i pani inspektor z wydziału zdrowia Terry Houston (Natascha McElhone). Ofiary łączy to, że każda z nich czterdzieści osiem godzin przed śmiercią odwiedziła perwersyjną stronę internetową. Aby odnaleźć mordercę, Mike i Terry muszą wejść w świat koszmarnych halucynacji i brutalnych mordów. Na rozwiązanie zagadki mają czterdzieści osiem godzin, a morderca znalazł już kolejną ofiarę.

## Obsada
Źródło: Filmweb
- Stephen Rea - Alistair Pratt
- Natascha McElhone - Terry Houston
- Stephen Dorff - Mike Reilly
- Derek Kueter - gliniarz
- Elizabeth McKechnie - Alice Turnbull
- Nigel Terry - Turnbull
- Jeffrey Combs - Sykes
- Amelia Shankley - Denise
- Udo Kier - Polidori

i inni.